# Stéphane Grichting
Stéphane Grichting (* 30. März 1979 in Sierre) ist ein ehemaliger Schweizer Fussballspieler.

## Karriere
Grichtings erster Verein war der FC Chalais, für den er von 1986 bis 1993 spielte. Seine Profikarriere begann der linksfüssige Abwehrspieler nach einer Ausbildung zum Schreiner in der obersten Schweizer Liga beim FC Sion, dort spielte er von 1993 bis 2002. Anschliessend wechselte er in die Ligue 1 nach Frankreich zum AJ Auxerre, für den er über zehn Jahre verpflichtet war. Im Sommer 2012 wechselte er ablösefrei zum Schweizer Erstligisten Grasshopper Club.
Grichting gab am 28. April 2004 in der Schweizer Nationalmannschaft sein Début und wurde dort 44-mal eingesetzt, unter anderem auch bei der Weltmeisterschaft 2006 in Deutschland und bei der Europameisterschaft 2008 in Österreich und der Schweiz. Am 6. Juni 2011 trat der Verteidiger aus der Nationalmannschaft zurück, weil er im Europameisterschaftsqualifikationsspiel gegen England unter Trainer Ottmar Hitzfeld nicht im Kader stand.

## Sonstiges
Grichting war von den Ausschreitungen in der Qualifikation zur Weltmeisterschaft 2006 nach dem Relegationsspiel der Schweiz gegen die Türkei in Istanbul am stärksten betroffen: Er erlitt einen Tritt in den Unterleib und musste medizinisch behandelt werden.
Nach dem Ende seiner Fussballlaufbahn wurde er als Athletiktrainer von Skifahrern tätig.

## Titel und Erfolge
Grasshopper Club Zürich
- Schweizer Cupsieger: 2013